# Balthasar van Nassau-Idstein
Balthasar van Nassau-Idstein (1520 – 11 januari 1568), Duits: Balthasar Graf von Nassau-Idstein, was graaf van Nassau-Idstein, een deel van het graafschap Nassau. Hij was voordien bijna 30 jaar ridder van de Duitse Orde. Hij stamt uit de Walramse Linie van het Huis Nassau.

## Biografie
Balthasar was de derde en jongste zoon van graaf Filips I ‘der Altherr’ van Nassau-Wiesbaden en Adriana van Glymes, de oudste dochter van Jan III van Glymes, heer van Bergen op Zoom en Adriana van Brimeu. Balthasar had een tweelingzuster: Anna.
Balthasar werd op 15-jarige leeftijd ridder van de Duitse Orde. Hij werd commandeur van de orde in Graffenberg in Zwaben.
Omdat zijn oudste broer Filips II ‘der Jungherr’ ongehuwd was, en zijn tweede broer, de reeds overleden Adolf IV, alleen dochters had, trad Balthasar op 6 september 1564 in het huwelijk om het geslacht voort te zetten. Hij deed daarna op 19 oktober 1564 afstand als commandeur van de Duitse Orde en trad uit de orde.
Balthasar verkreeg in datzelfde jaar 1564 Idstein en erfde in 1566 Wiesbaden van zijn oudste broer Filips ‘der Jungherr’. Balthasar overleed al op 11 januari 1568 en werd begraven in de Uniekerk te Idstein. Hij werd opgevolgd door zijn enige zoon Johan Lodewijk I, die tot 1590 onder regentschap stond, eerst tot 1574 van graaf Johan III van Nassau-Saarbrücken, en daarna van de graven Albrecht en Filips IV van Nassau-Weilburg.

## Huwelijk en kind
Balthasar huwde op 6 september 1564 met Margaretha van Isenburg-Büdingen (1542 – Westerburg, 8 augustus 1613), dochter van graaf Reinhard van Isenburg-Büdingen en Elisabeth van Waldeck. Uit het huwelijk werd geboren:
1. Johan Lodewijk I (1567 – Idstein, 20 juni 1596), volgde zijn vader op.

Margaretha hertrouwde op 24 mei 1570 met graaf George I van Leiningen-Westerburg († 9 maart 1586). George en Margaretha werden begraven in Westerburg.

## Voorouders
| Voorouders van Balthasar van Nassau-Idstein | Voorouders van Balthasar van Nassau-Idstein                                                    | Voorouders van Balthasar van Nassau-Idstein                                                    | Voorouders van Balthasar van Nassau-Idstein                                                    | Voorouders van Balthasar van Nassau-Idstein                                                    | Voorouders van Balthasar van Nassau-Idstein                                     | Voorouders van Balthasar van Nassau-Idstein                                     | Voorouders van Balthasar van Nassau-Idstein                                     | Voorouders van Balthasar van Nassau-Idstein                                     |
| ------------------------------------------- | ---------------------------------------------------------------------------------------------- | ---------------------------------------------------------------------------------------------- | ---------------------------------------------------------------------------------------------- | ---------------------------------------------------------------------------------------------- | ------------------------------------------------------------------------------- | ------------------------------------------------------------------------------- | ------------------------------------------------------------------------------- | ------------------------------------------------------------------------------- |
| Betovergrootouders                          | Adolf II van Nassau-Wiesbaden-Idstein (1386–1426) ⚭ 1418 Margaretha van Baden (1404–1442)      | Engelbrecht I van Nassau-Siegen (ca. 1370–1442) ⚭ 1403 Johanna van Polanen (1392–1445)         | Reinhard II van Hanau (?–1451) ⚭ 1407 Catharina van Nassau-Beilstein (?–1459)                  | Lodewijk V van Lichtenberg (1417–1471) ⚭ 1441 Elisabeth van Hohenlohe-Weikersheim (?–1488)     | Jan I van Glymes (?–1427) ⚭ 1418 Johanna van Boutersem (?–1440)                 | Gauthier van Rouvroy (?–1458) ⚭ 1422 Maria van Commercy (?–na 1449)             | Jan II van Brimeu (?–1441) ⚭ 1432 Maria van Mailly (?–1470)                     | Jacob van Rambures (?–?) ⚭ Maria van Berghes-Saint-Winock (?–?)                 |
| Overgrootouders                             | Johan van Nassau-Wiesbaden-Idstein (1419–1480) ⚭ 1437 Maria van Nassau-Siegen (1418–1472)      | Johan van Nassau-Wiesbaden-Idstein (1419–1480) ⚭ 1437 Maria van Nassau-Siegen (1418–1472)      | Filips I van Hanau-Lichtenberg (1417–1480) ⚭ 1458 Anna van Lichtenberg (1442–1474)             | Filips I van Hanau-Lichtenberg (1417–1480) ⚭ 1458 Anna van Lichtenberg (1442–1474)             | Jan II van Glymes (?–1494) ⚭ Margaretha van Rouvroy (?–?)                       | Jan II van Glymes (?–1494) ⚭ Margaretha van Rouvroy (?–?)                       | Gwijde van Brimeu (1433–1477) ⚭ 1463 Antoinette van Rambures (?–1517)           | Gwijde van Brimeu (1433–1477) ⚭ 1463 Antoinette van Rambures (?–1517)           |
| Grootouders                                 | Adolf III van Nassau-Wiesbaden (1443–1511) ⚭ 1484 Margaretha van Hanau-Lichtenberg (1463–1504) | Adolf III van Nassau-Wiesbaden (1443–1511) ⚭ 1484 Margaretha van Hanau-Lichtenberg (1463–1504) | Adolf III van Nassau-Wiesbaden (1443–1511) ⚭ 1484 Margaretha van Hanau-Lichtenberg (1463–1504) | Adolf III van Nassau-Wiesbaden (1443–1511) ⚭ 1484 Margaretha van Hanau-Lichtenberg (1463–1504) | Jan III van Glymes (?–1531) ⚭ 1487 Adriana van Brimeu (?–?)                     | Jan III van Glymes (?–1531) ⚭ 1487 Adriana van Brimeu (?–?)                     | Jan III van Glymes (?–1531) ⚭ 1487 Adriana van Brimeu (?–?)                     | Jan III van Glymes (?–1531) ⚭ 1487 Adriana van Brimeu (?–?)                     |
| Ouders                                      | Filips I van Nassau-Wiesbaden (1492–1558) ⚭ 1514 Adriana van Glymes (1495–1524)                | Filips I van Nassau-Wiesbaden (1492–1558) ⚭ 1514 Adriana van Glymes (1495–1524)                | Filips I van Nassau-Wiesbaden (1492–1558) ⚭ 1514 Adriana van Glymes (1495–1524)                | Filips I van Nassau-Wiesbaden (1492–1558) ⚭ 1514 Adriana van Glymes (1495–1524)                | Filips I van Nassau-Wiesbaden (1492–1558) ⚭ 1514 Adriana van Glymes (1495–1524) | Filips I van Nassau-Wiesbaden (1492–1558) ⚭ 1514 Adriana van Glymes (1495–1524) | Filips I van Nassau-Wiesbaden (1492–1558) ⚭ 1514 Adriana van Glymes (1495–1524) | Filips I van Nassau-Wiesbaden (1492–1558) ⚭ 1514 Adriana van Glymes (1495–1524) |